# Equador nos Jogos Pan-Americanos de 1975
O Equador competiu nos Jogos Pan-Americanos de 1975 na Cidade do México, de 12 a 25 de outubro de 1975. Conquistou três medalhas no total.